# 3495 Colchagua
3495 Colchagua è un asteroide della fascia principale. Scoperto nel 1981, presenta un'orbita caratterizzata da un semiasse maggiore pari a 3,2160994 UA e da un'eccentricità di 0,1218469, inclinata di 2,47330° rispetto all'eclittica.